# Bechersonnenuhr

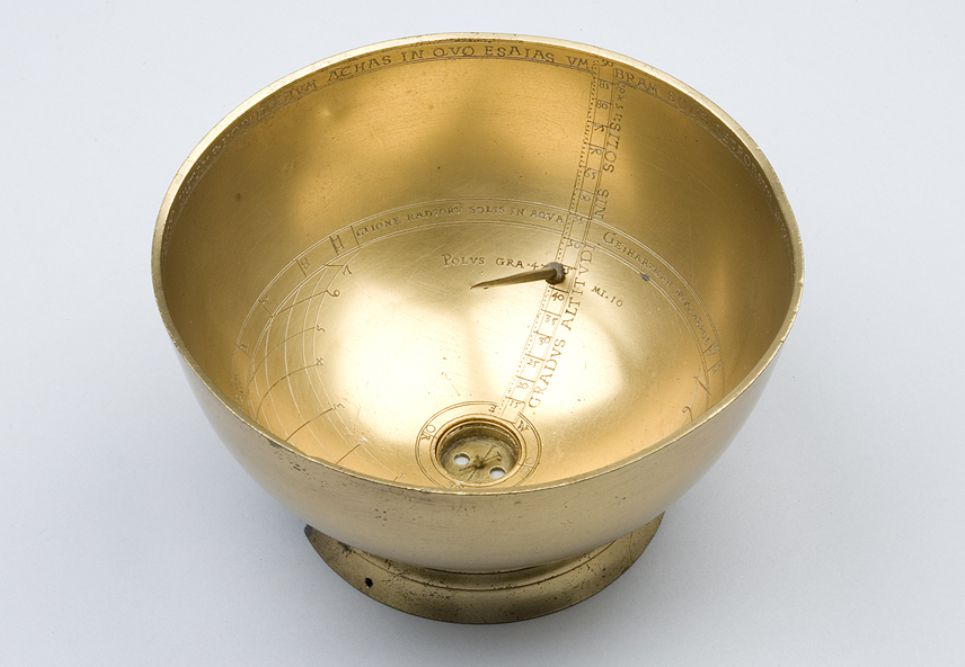
Bechersonnenuhr von Georg Hartmann

Als Bechersonnenuhr wird eine Sonnenuhr bezeichnet, deren Skalensystem im Inneren eines Bechers aufgetragen ist. Sie hat i. d. R. einen punktförmigen (Nodus) Schattenwerfer, als der meistens die Spitze eines ebenfalls im Becher befestigten Stabes dient.

## Beschreibung
Bechersonnenuhren waren besonders im 16. und 17. Jahrhundert an Fürstenhöfen als Objekte gelehrter Spielereien beliebt. Sie wurden insofern vor allem aus edlen Materialien, wie vergoldetem Messing, hergestellt. Die Außenflächen und Standfüße konnten reich verziert werden. Hergestellt wurden sie vor allem im süddeutschen Raum. Ihr Körper wurde sowohl in runder Form, als auch mit sechseckigem Querschnitt gestaltet.
Zum Gebrauch als Sonnenuhr mussten Bechersonnenuhren zunächst nach Norden ausgerichtet werden. Zu diesem Zweck waren sie vielfach mit einem Kompass versehen.
Prunkvolle Objekte dieser Art befinden sich heute beispielsweise am British Museum London, dem Museum of the History of Science Oxford, dem Museum Carolino Augusteum Salzburg, den Deutschen Museum München und dem Württembergischen Landesmuseum Stuttgart.